# Viskestykke
Et viskestykke er en rektangulær stofklud på ca. 40x80cm, beregnet til at tørre vand og sæbe af køkkengrej (bestik, tallerkner etc.), efter det er blevet vasket.
Kan anvendes til mange andre formål, bl.a. som værktøj til at skabe bedre friktion mellem fingre og låg på eks. syltetøjsglas.
| Mad og drikke | Spire Denne artikel om mad og drikke er en spire som bør udbygges. Du er velkommen til at hjælpe Wikipedia ved at udvide den. |